# Gimnastyka na Igrzyskach Europejskich 2015
Gimnastyka na Igrzyskach Europejskich 2015 – podczas rozgrywanych w Baku pierwszych igrzysk europejskich 442 sportowców rywalizowało w 34 konkurencjach w pięciu odrębnych dyscyplinach – aerobiku sportowym, gimnastyce akrobatycznej, gimnastyce artystycznej, gimnastyce sportowej i skokach na trampolinie. Zawody odbyły się w dniach 14–21 czerwca w bakijskim Narodowym Centrum Gimnastycznym.

## Kwalifikacje
Sportowcy zakwalifikować się na igrzyska mogli poprzez mistrzostwa Europy i świata w danej dyscyplinie gimnastyki:
- Mistrzostwa Europy w Aerobiku Sportowym 2013 w Arques (67),
- Mistrzostwa Świata w Gimnastyce Akrobatycznej 2014 w Levallois-Perret (51)[a][Jak źródło na to wskazuje?]
- Mistrzostwa Europy w Gimnastyce Artystycznej 2013 w Wiedniu i 2014 w Baku (92),
- Mistrzostwa Europy w Gimnastyce Sportowej 2014 w Sofii (90 kobiet i 90 mężczyzn),
- Mistrzostwa Europy w Skokach na Trampolinie 2014 w Guimarães (52).

Wywalczone w ten sposób awanse przyznawane były komitetom narodowym, które następnie wyznaczały swoich reprezentantów na igrzyska.

## Kalendarz
| OC | Ceremonia otwarcia | ● | Eliminacje | 1 | Finały | CC | Ceremonia zamknięcia |

| Czerwiec                | 12 Pią | 13 Sob | 14 Nie | 15 Pon | 16 Wto | 17 Śro | 18 Czw | 19 Pią | 20 Sob | 21 Nie | 22 Pon | 23 Wto | 24 Śro | 25 Czw | 26 Pią | 27 Sob | 28 Nie | Konkurencje |
| ----------------------- | ------ | ------ | ------ | ------ | ------ | ------ | ------ | ------ | ------ | ------ | ------ | ------ | ------ | ------ | ------ | ------ | ------ | ----------- |
| Aerobik sportowy        |        |        |        |        |        | ●      |        | ●      |        | 2      |        |        |        |        |        |        |        | 2           |
| Gimnastyka akrobatyczna |        |        |        |        |        | ●      |        | 2      |        | 4      |        |        |        |        |        |        |        | 6           |
| Gimnastyka artystyczna  |        |        |        |        |        | 1      |        | 1      |        | 6      |        |        |        |        |        |        |        | 8           |
| Gimnastyka sportowa     |        |        | ●      | 2      |        |        | 2      |        | 10     |        |        |        |        |        |        |        |        | 14          |
| Skoki na trampolinie    |        |        |        |        |        | ●      |        | ●      |        | 4      |        |        |        |        |        |        |        | 4           |

## Rezultaty

### Aerobik sportowy
| Konkurencja               | Złoto                                                                            | Srebro                                                                                        | Brąz |
| Pary mieszane (szczegóły) | Hiszpania · Sara Moreno López · Vicente Lli Lloris                               | Włochy · Michela Castoldi · Davide Donati                                                     | Rosja · Duchik Dżanazian · Dienis Sołowjow                                                                                |
| Grupy (szczegóły)         | Węgry · Panna Szöllősi · Dóra Lendvay · Dóra Hegyi · Balázs Farkas · Dániel Bali | Rumunia · Lavinia Panaete · Bianca Gorgovan · Dacian Barna · Daniel Bocșer · Lucian Săvulescu | Hiszpania · Belén Guillemot Esterlich · Aranzazu Martínez · Sara Moreno López · Vicente Lli Lloris · Pedro Cabañas Moreno |

| Tabela medalowa | Tabela medalowa | Tabela medalowa | Tabela medalowa | Tabela medalowa | Tabela medalowa |
| Miejsce         | Państwo         | Złoto           | Srebro          | Brąz            | Razem           |
| --------------- | --------------- | --------------- | --------------- | --------------- | --------------- |
| 1               | Hiszpania       | 1               | 0               | 1               | 2               |
| 2               | Węgry           | 1               | 0               | 0               | 1               |
| 3               | Rumunia         | 0               | 1               | 0               | 1               |
| 3               | Włochy          | 0               | 1               | 0               | 1               |
| 5               | Rosja           | 0               | 0               | 1               | 1               |
| Razem           | Razem           | 4               | 4               | 4               | 12              |

### Gimnastyka akrobatyczna

#### Kobiety
| Konkurencja                  | Złoto                                                       | Srebro                                                         | Brąz                                                                     |
| Wielobój (szczegóły)         | Belgia · Kaat Dumarey · Julie Van Gelder · Ineke Van Schoor | Rosja · Walerija Biełkina · Julija Nikitina · Żanna Parchomiec | Białoruś · Kaciaryna Barysiewicz · Wieranika Nabokina · Karyna Sandowicz |
| Układ statyczny (szczegóły)  | Belgia · Kaat Dumarey · Julie Van Gelder · Ineke Van Schoor | Rosja · Walerija Biełkina · Julija Nikitina · Żanna Parchomiec | Białoruś · Kaciaryna Barysiewicz · Wieranika Nabokina · Karyna Sandowicz |
| Układ dynamiczny (szczegóły) | Belgia · Kaat Dumarey · Julie Van Gelder · Ineke Van Schoor | Rosja · Walerija Biełkina · Julija Nikitina · Żanna Parchomiec | Białoruś · Kaciaryna Barysiewicz · Wieranika Nabokina · Karyna Sandowicz |

#### Pary mieszane
| Konkurencja                  | Złoto                                       | Srebro                                     | Brąz                                            |
| Wielobój (szczegóły)         | Rosja · Marina Czernowa · Gieorgij Pataraja | Belgia · Yana Vastavel · Solano Cassamajor | Wielka Brytania · Hannah Baughn · Ryan Bartlett |
| Układ statyczny (szczegóły)  | Rosja · Marina Czernowa · Gieorgij Pataraja | Belgia · Yana Vastavel · Solano Cassamajor | Wielka Brytania · Hannah Baughn · Ryan Bartlett |
| Układ dynamiczny (szczegóły) | Rosja · Marina Czernowa · Gieorgij Pataraja | Belgia · Yana Vastavel · Solano Cassamajor | Wielka Brytania · Hannah Baughn · Ryan Bartlett |

| Tabela medalowa | Tabela medalowa | Tabela medalowa | Tabela medalowa | Tabela medalowa | Tabela medalowa |
| Miejsce         | Państwo         | Złoto           | Srebro          | Brąz            | Razem           |
| --------------- | --------------- | --------------- | --------------- | --------------- | --------------- |
| 1               | Belgia          | 3               | 3               | 0               | 6               |
| 1               | Rosja           | 3               | 3               | 0               | 6               |
| 3               | Białoruś        | 0               | 0               | 3               | 3               |
| 3               | Wielka Brytania | 0               | 0               | 3               | 3               |
| Razem           | Razem           | 6               | 6               | 6               | 18              |

### Gimnastyka artystyczna

#### Indywidualnie
| Konkurencja          | Złoto            | Srebro             | Brąz               |
| Wielobój (szczegóły) | Jana Kudriawcewa | Margarita Mamun    | Mielitina Staniuta |
| Maczugi (szczegóły)  | Jana Kudriawcewa | Hanna Rizatdinowa  | Mielitina Staniuta |
| Obręcz (szczegóły)   | Margarita Mamun  | Mielitina Staniuta | Neta Riwkin        |
| Piłka (szczegóły)    | Jana Kudriawcewa | Hanna Rizatdinowa  | Mielitina Staniuta |
| Wstążka (szczegóły)  | Jana Kudriawcewa | Marina Durunda     | Salome Pażawa      |

#### Drużynowo
| Konkurencja                   | Złoto | Srebro                                                                                                  | Brąz |
| Wielobój (szczegóły)          | Rosja · Diana Borisowa · Darja Kleszczewa · Anastasija Maksimowa · Sofija Skomoroch · Anastasija Tatariewa · Marija Tołkaczowa | Izrael · Juwal Filo · Allona Koszewatski · Ekaterina Lewina · Karina Lychwar · Ida Majrin               | Białoruś · Arina Cycylina · Ksienija Czeldyszkina · Hanna Dudzienkowa · Marja Kadobina · Alaksandra Narkiewicz · Waleryja Piszczelina |
| Maczugi i obręcze (szczegóły) | Białoruś · Arina Cycylina · Ksienija Czeldyszkina · Hanna Dudzienkowa · Marja Kadobina · Waleryja Piszczelina                  | Izrael · Juwal Filo · Allona Koszewatski · Ekaterina Lewina · Karina Lychwar · Ida Majrin               | Ukraina · Ołena Dmytrasz · Jewhenija Homon · Ołeksandra Hrydasowa · Wałerija Hudym · Anastasija Wozniak                               |
| Wstążki (szczegóły)           | Rosja · Diana Borisowa · Anastasija Maksimowa · Sofija Skomoroch · Anastasija Tatariewa · Marija Tołkaczowa                    | Ukraina · Ołena Dmytrasz · Jewhenija Homon · Ołeksandra Hrydasowa · Wałerija Hudym · Anastasija Wozniak | Izrael · Juwal Filo · Allona Koszewatski · Ekaterina Lewina · Karina Lychwar · Ida Majrin                                             |

| Tabela medalowa | Tabela medalowa | Tabela medalowa | Tabela medalowa | Tabela medalowa | Tabela medalowa |
| Miejsce         | Państwo         | Złoto           | Srebro          | Brąz            | Razem           |
| --------------- | --------------- | --------------- | --------------- | --------------- | --------------- |
| 1               | Rosja           | 7               | 1               | 0               | 8               |
| 2               | Białoruś        | 1               | 1               | 4               | 6               |
| 3               | Ukraina         | 0               | 3               | 1               | 4               |
| 4               | Izrael          | 0               | 2               | 2               | 4               |
| 5               | Azerbejdżan     | 0               | 1               | 0               | 1               |
| 6               | Gruzja          | 0               | 0               | 1               | 1               |
| Razem           | Razem           | 8               | 8               | 8               | 24              |

### Gimnastyska sportowa

#### Kobiety
| Konkurencja                       | Złoto                                                        | Srebro                                                   | Brąz                                                   |
| Wielobój drużynowy (szczegóły)    | Rosja · Alija Mustafina · Wiktorija Komowa · Sieda Tutchalan | Niemcy · Leah Grießer · Sophie Scheder · Elisabeth Seitz | Holandia · Céline van Gerner · Lisa Top · Lieke Wevers |
| Wielobój indywidualny (szczegóły) | Alija Mustafina                                              | Giulia Steingruber                                       | Lieke Wevers                                           |
| Ćwiczenia wolne (szczegóły)       | Giulia Steingruber                                           | Alija Mustafina                                          | Lieke Wevers                                           |
| Poręcze asymetryczne (szczegóły)  | Alija Mustafina                                              | Sophie Scheder                                           | Andreea Iridon                                         |
| Równoważnia (szczegóły)           | Lieke Wevers                                                 | Andreea Iridon                                           | Giulia Steingruber                                     |
| Skoki (szczegóły)                 | Giulia Steingruber                                           | Sieda Tutchalan                                          | Lisa Top                                               |

#### Mężczyźni
| Konkurencja                       | Złoto                                                          | Srebro                                                    | Brąz                                                       |
| Wielobój drużynowy (szczegóły)    | Rosja · Dawid Bielawski · Nikita Ignatiew · Nikołaj Kuksienkow | Ukraina · Mykyta Jermak · Ihor Rawiwiłow · Ołeh Werniajew | Azerbejdżan · Petro Pachniuk · Ołeh Stepko · Eldar Səfərov |
| Wielobój indywidualny (szczegóły) | Ołeh Werniajew                                                 | Ołeh Stepko                                               | Nikita Ignatiew                                            |
| Ćwiczenia wolne (szczegóły)       | Rayderley Zapata                                               | Fabian Hambüchen                                          | Dawid Bielawski                                            |
| Drążek (szczegóły)                | Fabian Hambüchen                                               | Wlasis Maras                                              | Nikita Ignatiew                                            |
| Koń z łękami (szczegóły)          | Sašo Bertoncelj                                                | Ołeh Stepko                                               | Brinn Bevan                                                |
| Kółka (szczegóły)                 | Eleftherios Petrounias                                         | Nikita Ignatiew                                           | İbrahim Çolak                                              |
| Poręcze (szczegóły)               | Ołeh Stepko                                                    | Dawid Bielawski                                           | Marius Berbecar                                            |
| Skoki (szczegóły)                 | Ołeh Werniajew                                                 | Casimir Schmidt                                           | Ołeh Stepko                                                |

| Tabela medalowa | Tabela medalowa | Tabela medalowa | Tabela medalowa | Tabela medalowa | Tabela medalowa |
| Miejsce         | Państwo         | Złoto           | Srebro          | Brąz            | Razem           |
| --------------- | --------------- | --------------- | --------------- | --------------- | --------------- |
| 1               | Rosja           | 4               | 4               | 3               | 11              |
| 2               | Szwajcaria      | 2               | 1               | 1               | 4               |
| 3               | Ukraina         | 2               | 1               | 0               | 3               |
| 4               | Niemcy          | 1               | 3               | 0               | 4               |
| 5               | Azerbejdżan     | 1               | 2               | 2               | 5               |
| 6               | Holandia        | 1               | 1               | 4               | 5               |
| 7               | Grecja          | 1               | 1               | 0               | 0               |
| 8               | Hiszpania       | 1               | 0               | 0               | 1               |
| 8               | Słowenia        | 1               | 0               | 0               | 1               |
| 10              | Rumunia         | 0               | 1               | 1               | 2               |
| 11              | Turcja          | 0               | 0               | 1               | 1               |
| 11              | Wielka Brytania | 0               | 0               | 1               | 1               |
| Razem           | Razem           | 12              | 12              | 12              | 36              |

### Skoki na trampolinie

#### Kobiety
| Konkurencja                | Złoto                                 | Srebro                                   | Brąz                                     |
| Indywidualnie (szczegóły)  | Jana Pawłowa                          | Katherine Driscoll                       | Hanna Harczonak                          |
| Synchronicznie (szczegóły) | Rosja · Anna Korniecka · Jana Pawłowa | Francja · Marine Jurbert · Joëlle Vallez | Portugalia · Beatriz Martins · Ana Rente |

#### Mężczyźni
| Konkurencja                | Złoto                                     | Srebro                                          | Brąz                                    |
| Indywidualnie (szczegóły)  | Dmitrij Uszakow                           | Uładzisłau Hanczarou                            | Ilja Griszunin                          |
| Synchronicznie (szczegóły) | Rosja · Michaił Mielnik · Dmitrij Uszakow | Białoruś · Uładzisłau Hanczarou · Mikałaj Kazak | Niemcy · Martin Gromowski · Kyrylo Sonn |

| Tabela medalowa | Tabela medalowa | Tabela medalowa | Tabela medalowa | Tabela medalowa | Tabela medalowa |
| Miejsce         | Państwo         | Złoto           | Srebro          | Brąz            | Razem           |
| --------------- | --------------- | --------------- | --------------- | --------------- | --------------- |
| 1               | Rosja           | 4               | 0               | 0               | 4               |
| 2               | Białoruś        | 0               | 2               | 1               | 3               |
| 3               | Francja         | 0               | 1               | 0               | 1               |
| 3               | Wielka Brytania | 0               | 1               | 0               | 1               |
| 5               | Azerbejdżan     | 0               | 0               | 1               | 1               |
| 5               | Niemcy          | 0               | 0               | 1               | 1               |
| 5               | Portugalia      | 0               | 0               | 1               | 1               |
| Razem           | Razem           | 4               | 4               | 4               | 12              |

## Tabela medalowa wszystkich konkurencji
| Miejsce | Państwo         | Złoto | Srebro | Brąz | Razem |
| ------- | --------------- | ----- | ------ | ---- | ----- |
| 1       | Rosja           | 18    | 8      | 4    | 30    |
| 2       | Belgia          | 3     | 3      | 0    | 6     |
| 3       | Ukraina         | 2     | 4      | 1    | 7     |
| 4       | Szwajcaria      | 2     | 1      | 1    | 4     |
| 5       | Hiszpania       | 2     | 0      | 1    | 3     |
| 6       | Białoruś        | 1     | 3      | 8    | 12    |
| 7       | Azerbejdżan     | 1     | 3      | 3    | 7     |
| 8       | Niemcy          | 1     | 3      | 1    | 5     |
| 9       | Holandia        | 1     | 1      | 4    | 6     |
| 10      | Grecja          | 1     | 1      | 0    | 2     |
| 11      | Słowenia        | 1     | 0      | 0    | 1     |
| 11      | Węgry           | 1     | 0      | 0    | 1     |
| 13      | Izrael          | 0     | 2      | 2    | 4     |
| 13      | Rumunia         | 0     | 2      | 2    | 4     |
| 15      | Wielka Brytania | 0     | 1      | 4    | 5     |
| 16      | Francja         | 0     | 1      | 0    | 1     |
| 16      | Włochy          | 0     | 1      | 0    | 1     |
| 18      | Gruzja          | 0     | 0      | 1    | 1     |
| 18      | Portugalia      | 0     | 0      | 1    | 1     |
| 18      | Turcja          | 0     | 0      | 1    | 1     |
| Razem   | Razem           | 34    | 34     | 34   | 102   |